# Neil Horan

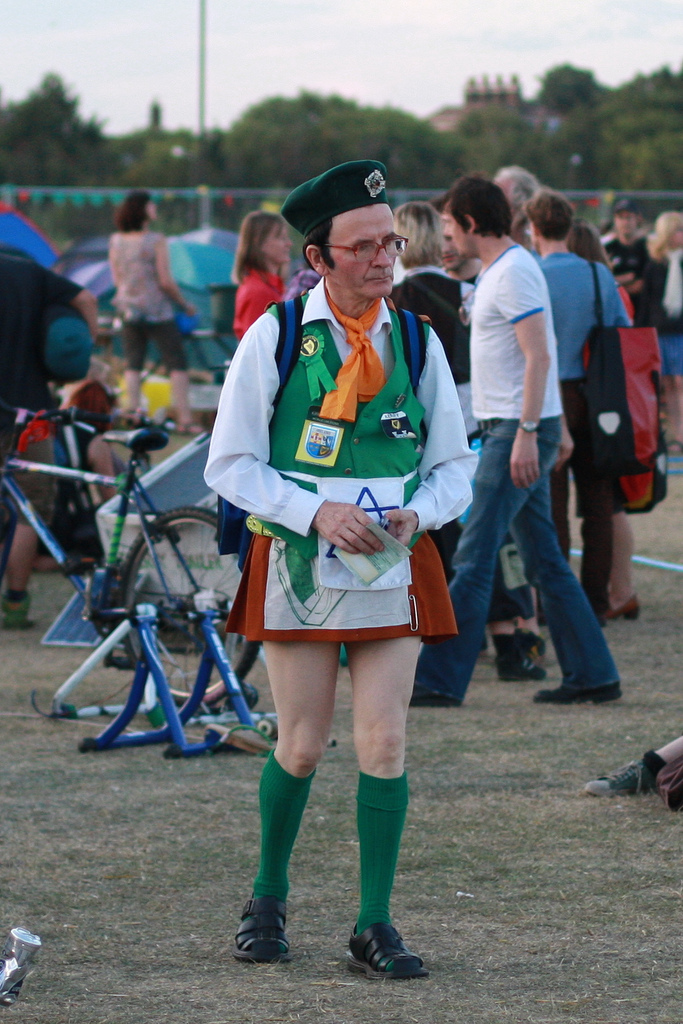
Neil Horan, sierpień 2009

Cornelius „Neil” Horan (ur. 22 kwietnia 1947 w Scartaglen) – irlandzki były ksiądz rzymskokatolicki znany z wbiegania na areny imprez sportowych.

## Życiorys
Urodził się w hrabstwie Kerry jako drugie z trzynastu dzieci Johna Horana i Catherine Kelly. Zamieszkał w północnej części Londynu. Studiował kapłaństwo na St Brendan's College w Killarney i na St Peter’s College w Wexfordzie. W 1973 otrzymał święcenia kapłańskie, jednak już w następnym zrezygnował z kapłaństwa, po czym wrócił do niego w 1980.
Po raz pierwszy wbiegł na arenę sportową 20 lipca 2003  podczas zawodów Grand Prix Wielkiej Brytanii Formuły 1 na Silverstone Circuit. W pewnym momencie wbiegł na tor z transparentem o treści: „Czytajcie Biblię. Biblia zawsze ma rację”. Kilku kierowców uczestniczących w tym wyścigu w celu uniknięcia zderzenia się z nim musiało wykonać kilka manewrów. Wówczas na tor wjechał samochód bezpieczeństwa w celu ochrony kierowców i Horana. Horan został usunięty z toru przez marshalla Stephena Greena, a następnie został aresztowany.
5 czerwca 2004 wbiegł na zawody wyścigów konnych Epsom Derby. 29 sierpnia tego samego roku na 36. kilometrze biegu maratońskiego na igrzyskach olimpijskich 2004 w Atenach wbiegł na bieżnię i zaatakował Vanderleia de Limę, który wówczas prowadził w zawodach. Po kilku sekundach zamieszania został odciągnięty przez widza zawodów, Poliwiosa Kosiwasa, a następnie zatrzymany przez grecką policję. W wyniku incydentu Vanderlei de Lima stracił sporo czasu i ostatecznie zakończył zawody na trzy miejscu, zdobywając brązowy medal. Horan za ten incydent został skazany na 12 miesięcy więzienia w zawieszeniu oraz ukarany grzywną 3000 euro i rocznym zakazem wstępu na imprezy sportowe.
W 2005 arcybiskup Kevin McDonald zlaicyzował Horana.
W 2006 w Berlinie przed meczem finałowym mistrzostw świata 2006 planował zorganizować protest na płycie boiska Stadionu Olimpijskiego poprzez m.in.: tańczenie jiga, wprowadzenie po stadionie plakatów o treści chwalących Adolfa Hitlera, wykonanie hitlerowskiego salutu i zapalenie dla przywódcy III Rzeszy świeczki przed byłą siedzibą gestapo. Planowany protest został udaremniony przez funkcjonariuszy niemieckiej policji, gdyż Horan poinformował wcześniej o swoich zamiarach listownie kanclerz Niemiec, Angeli Merkel oraz brytyjską gazetę The Kingdom. Spędził dwa miesiące w areszcie, jednak został zwolniony 15 września 2006, gdyż sąd umorzył sprawę.
W 2009 uczestniczył w trzeciej edycji programu Britain’s Got Talent i choć jurorzy pozytywnie ocenili jego występ (zatańczył jig w swoim tradycyjnym stroju), to nie został dopuszczony do półfinałów.
W lipcu 2013 przed Szpitalem Mariackim w Lindo Wing we wschodnim Londynie, gdzie wraz z tłumem innych ludzi oczekiwał na narodziny pierwszego dziecka księcia Williama i księżnej Kate, pojawił się przed mediami, głosząc, że „Królowa Elżbieta II jest ostatnim monarchą Wielkiej Brytanii” z jednej strony i „Królowa Elżbieta II jest prawdopodobnie przepowiedziana w Biblii” z drugiej strony. Wręczył swoją wizytówkę z programu Britain’s Got Talent i powiedział: „Neil Horan, tancerz z Britain’s Got Talent. Tańczę na ślubach. Moja misja jest pomocna światu w przygotowaniu na jego drugie przyjście”.